# دیوید استرلینگ
سر آرچبالد دیوید استرلینگ (به انگلیسی: Sir Archibald David Stirling) (زادهٔ ۱۵ نوامبر ۱۹۱۵- مرگ ۴ نوامبر ۱۹۹۰) کوهنورد و افسر نیروی زمینی بریتانیا در جنگ جهانی دوم و بنیادگذار سرویس هوایی ویژه بود.
سرویس هوایی ویژه‌ای که استرلینگ پایه ریخت، در شمال آفریقا لطمه‌های بسیاری به آلمان‌ها وارد آورد، از جمله نابودی ۲۵۰ هواپیمای آلمانی بر روی زمین، تخریب راه‌آهن و وسایل ارتباط راه دور و از کار انداختن واحدهای موتوری آنان. گزارش شده که او شخصاً چهل و یک تن را خفه کرده‌است. برنارد لاو مونت‌گومری او را کاملاً دیوانه می‌دانست ولی باور داشت وجود چنین دیوانه‌هایی برای زمان جنگ لازمند.